# Thecla tetra
Thecla tetra är en fjärilsart som beskrevs av Edwards 1870. Thecla tetra ingår i släktet Thecla och familjen juvelvingar. Inga underarter finns listade i Catalogue of Life.